# Верето
Верѐто (на италиански: Verretto, на местен диалект: Vret, Врет) е село и община в Северна Италия, провинция Павия, регион Ломбардия. Разположено е на 74 m надморска височина. Населението на общината е 377 души (към 2010 г.).